# Giải vô địch bóng đá nữ thế giới 2023 (Bảng H)
Bảng H của giải vô địch bóng đá nữ thế giới 2023 sẽ diễn ra từ ngày 23 tháng 7 đến ngày 2 tháng 8 năm 2023. Bảng này bao gồm Đức, Maroc, Colombia, Hàn Quốc. Hai đội tuyển đứng đầu sẽ giành quyền vào vòng 16 đội.

## Các đội tuyển
| Vị trí bốc thăm | Đội tuyển | Nhóm hạt giống | Liên đoàn | Tư cách vòng loại                   | Ngày vượt qua vòng loại | Tham dự chung kết | Tham dự cuối cùng | Thành tích tốt nhất lần trước | Bảng xếp hạng FIFA | Bảng xếp hạng FIFA |
| Vị trí bốc thăm | Đội tuyển | Nhóm hạt giống | Liên đoàn | Tư cách vòng loại                   | Ngày vượt qua vòng loại | Tham dự chung kết | Tham dự cuối cùng | Thành tích tốt nhất lần trước | Tháng 10 năm 2022  | Tháng 6 năm 2023   |
| --------------- | --------- | -------------- | --------- | ----------------------------------- | ----------------------- | ----------------- | ----------------- | ----------------------------- | ------------------ | ------------------ |
| H1              | Đức       | 1              | UEFA      | Nhất Bảng H khu vực châu Âu         | 3 tháng 9 năm 2022      | Lần thứ 9         | 2019              | Vô địch (2003, 2007)          | 3                  | 2                  |
| H2              | Maroc     | 4              | CAF       | Á quân Cúp bóng đá nữ châu Phi 2022 | 13 tháng 7 năm 2022     | Lần đầu           | —                 | —                             | 76                 | 72                 |
| H3              | Colombia  | 3              | CONMEBOL  | Á quân Cúp bóng đá nữ Nam Mỹ 2022   | 26 tháng 7 năm 2022     | Lần thứ 3         | 2015              | Vòng 16 đội (2015)            | 27                 | 25                 |
| H4              | Hàn Quốc  | 2              | AFC       | Á quân Cúp bóng đá nữ châu Á 2022   | 30 tháng 1 năm 2022     | Lần thứ 4         | 2019              | Vòng 16 đội (2015)            | 17                 | 17                 |

Ghi chú
1. ↑  Bảng xếp hạng vào Tháng 10 năm 2022 sẽ được sử dụng làm hạt giống cho buổi lễ bốc thăm.

## Bảng xếp hạng
| VT | Đội      | ST | T | H | B | BT | BB | HS | Đ | Giành quyền tham dự                 |
| -- | -------- | -- | - | - | - | -- | -- | -- | - | ----------------------------------- |
| 1  | Colombia | 3  | 2 | 0 | 1 | 4  | 2  | +2 | 6 | Đi tiếp vào vòng đấu loại trực tiếp |
| 2  | Maroc    | 3  | 2 | 0 | 1 | 2  | 6  | −4 | 6 | Đi tiếp vào vòng đấu loại trực tiếp |
| 3  | Đức      | 3  | 1 | 1 | 1 | 8  | 3  | +5 | 4 |                                     |
| 4  | Hàn Quốc | 3  | 0 | 1 | 2 | 1  | 4  | −3 | 1 |                                     |

Ở vòng 16 đội:
- Đội nhất bảng H sẽ đấu với đội nhì bảng F.
- Đội nhì bảng H sẽ đấu với đội nhất bảng F.

## Các trận đấu
Tất cả trận đấu được liệt kê theo giờ địa phương.

### Đức vs Maroc
| Đức                                                                                     | 6–0      | Maroc |
| --------------------------------------------------------------------------------------- | -------- | ----- |
| - Popp 11', 39' - Bühl 46' - Aït El Haj 54' (l.n.) - Redouani 79' (l.n.) - Schüller 90' | Chi tiết |       |

| Đức | Maroc |

| GK                       | 1  | Merle Frohms       |     |     |
| RB                       | 9  | Svenja Huth        |     |     |
| CB                       | 3  | Kathrin Hendrich   |     |     |
| CB                       | 23 | Sara Doorsoun      |     |     |
| LB                       | 17 | Felicitas Rauch    |     | 89' |
| CM                       | 18 | Melanie Leupolz    |     | 64' |
| CM                       | 13 | Sara Däbritz       |     |     |
| RW                       | 22 | Jule Brand         |     |     |
| AM                       | 20 | Lina Magull        |     | 64' |
| LW                       | 19 | Klara Bühl         |     | 64' |
| CF                       | 11 | Alexandra Popp (c) |     | 82' |
| Thay người:              |    |                    |     |     |
| MF                       | 14 | Lena Lattwein      |     | 64' |
| FW                       | 7  | Lea Schüller       |     | 64' |
| FW                       | 16 | Nicole Anyomi      | 75' | 64' |
| FW                       | 10 | Laura Freigang     |     | 82' |
| MF                       | 2  | Chantal Hagel      |     | 89' |
| Huấn luyện viên:         |    |                    |     |     |
| Martina Voss-Tecklenburg |    |                    |     |     |

| GK               | 1  | Khadija Er-Rmichi    |  |       |
| CB               | 17 | Hanane Aït El Haj    |  |       |
| CB               | 21 | Yasmin Mrabet        |  | 82'   |
| CB               | 2  | Zineb Redouani       |  |       |
| RM               | 19 | Sakina Ouzraoui Diki |  | 90+5' |
| CM               | 6  | Élodie Nakkach       |  | 82'   |
| CM               | 4  | Sarah Kassi          |  |       |
| LM               | 11 | Fatima Tagnaout      |  |       |
| RF               | 7  | Ghizlane Chebbak (c) |  |       |
| CF               | 23 | Rosella Ayane        |  | 90+5' |
| LF               | 16 | Anissa Lahmari       |  | 67'   |
| Thay người:      |    |                      |  |       |
| MF               | 8  | Salma Amani          |  | 67'   |
| MF               | 10 | Najat Badri          |  | 82'   |
| DF               | 5  | Nesryne El Chad      |  | 82'   |
| FW               | 20 | Sofia Bouftini       |  | 90+5' |
| FW               | 9  | Ibtissam Jraïdi      |  | 90+5' |
| Huấn luyện viên: |    |                      |  |       |
| Reynald Pedros   |    |                      |  |       |

| Cầu thủ xuất sắc của trận đấu: Alexandra Popp (Đức) Trợ lý trọng tài: Brooke Mayo (Hoa Kỳ) Mijensa Rensch (Suriname) Trọng tài thứ tư: Akhona Makalima (Nam Phi) Trọng tài video: Carol Anne Chenard (Canada) Trợ lý trọng tài video: Muhammad Taqi (Singapore) Trợ lý trọng tài video (việt vị): Neuza Back (Brasil) |

### Colombia vs Hàn Quốc
| Colombia                         | 2–0      | Hàn Quốc |
| -------------------------------- | -------- | -------- |
| - Usme 30' (ph.đ.) - Caicedo 39' | Chi tiết |          |

| Colombia | Hàn Quốc |

| GK               | 1  | Catalina Pérez      |       |     |
| RB               | 17 | Carolina Arias      | 45+6' |     |
| CB               | 19 | Jorelyn Carabalí    |       |     |
| CB               | 3  | Daniela Arias       |       |     |
| LB               | 2  | Manuela Vanegas     | 10'   |     |
| CM               | 5  | Lorena Bedoya       |       |     |
| CM               | 6  | Daniela Montoya (c) |       | 87' |
| RW               | 11 | Catalina Usme       |       |     |
| AM               | 10 | Leicy Santos        |       | 76' |
| LW               | 18 | Linda Caicedo       |       |     |
| CF               | 9  | Mayra Ramírez       |       |     |
| Thay người:      |    |                     |       |     |
| MF               | 8  | Marcela Restrepo    |       | 76' |
| MF               | 4  | Diana Ospina        |       | 87' |
| Huấn luyện viên: |    |                     |       |     |
| Angelo Marsiglia |    |                     |       |     |

| GK               | 1  | Yoon Young-geul |       |     |
| CB               | 20 | Kim Hye-ri (c)  |       |     |
| CB               | 6  | Lim Seon-joo    | 45+7' |     |
| CB               | 4  | Shim Seo-yeon   | 29'   |     |
| RM               | 2  | Choo Hyo-joo    |       | 88' |
| CM               | 10 | Ji So-yun       |       |     |
| CM               | 8  | Cho So-hyun     |       | 68' |
| LM               | 16 | Jang Sel-gi     |       |     |
| RF               | 11 | Choe Yu-ri      |       | 78' |
| CF               | 9  | Lee Geum-min    |       |     |
| LF               | 7  | Son Hwa-yeon    |       | 68' |
| Thay người:      |    |                 |       |     |
| FW               | 23 | Kang Chae-rim   |       | 68' |
| FW               | 13 | Park Eun-sun    |       | 68' |
| FW               | 19 | Casey Phair     |       | 78' |
| FW               | 12 | Moon Mi-ra      |       | 88' |
| Huấn luyện viên: |    |                 |       |     |
| Colin Bell       |    |                 |       |     |

| Cầu thủ xuất sắc của trận đấu: Linda Caicedo (Colombia) Trợ lý trọng tài: Natalie Aspinall (Anh) Anita Vad (Hungary) Trọng tài thứ tư: Marianela Araya (Costa Rica) Trọng tài video: Drew Fischer (Canada) Trợ lý trọng tài video: Armando Villarreal (Hoa Kỳ) Trợ lý trọng tài video (việt vị): Sian Massey-Ellis (Anh) |

### Hàn Quốc vs Maroc
| Hàn Quốc | 0–1      | Maroc     |
| -------- | -------- | --------- |
|          | Chi tiết | Jraïdi 6' |

| Hàn Quốc | Maroc |

| GK               | 18 | Kim Jung-mi    |  |     |
| CB               | 20 | Kim Hye-ri (c) |  |     |
| CB               | 4  | Shim Seo-yeon  |  |     |
| CB               | 3  | Hong Hye-ji    |  | 84' |
| RM               | 2  | Choo Hyo-joo   |  |     |
| CM               | 9  | Lee Geum-min   |  | 88' |
| CM               | 10 | Ji So-yun      |  |     |
| CM               | 8  | Cho So-hyun    |  | 46' |
| LM               | 16 | Jang Sel-gi    |  |     |
| CF               | 7  | Son Hwa-yeon   |  | 46' |
| CF               | 13 | Park Eun-sun   |  | 69' |
| Thay người:      |    |                |  |     |
| FW               | 11 | Choe Yu-ri     |  | 46' |
| FW               | 12 | Moon Mi-ra     |  | 46' |
| FW               | 14 | Jeon Eun-ha    |  | 69' |
| FW               | 19 | Casey Phair    |  | 84' |
| MF               | 15 | Chun Ga-ram    |  | 88' |
| Huấn luyện viên: |    |                |  |     |
| Colin Bell       |    |                |  |     |

| GK               | 1  | Khadija Er-Rmichi    |     |     |
| RB               | 17 | Hanane Aït El Haj    |     | 80' |
| CB               | 5  | Nesryne El Chad      |     |     |
| CB               | 3  | Nouhaila Benzina     | 81' |     |
| LB               | 2  | Zineb Redouani       |     |     |
| RM               | 19 | Sakina Ouzraoui Diki |     |     |
| CM               | 6  | Élodie Nakkach       |     | 80' |
| CM               | 7  | Ghizlane Chebbak (c) |     |     |
| LM               | 11 | Fatima Tagnaout      |     |     |
| SS               | 8  | Salma Amani          |     | 69' |
| CF               | 9  | Ibtissam Jraïdi      |     | 74' |
| Thay người:      |    |                      |     |     |
| MF               | 4  | Sarah Kassi          |     | 69' |
| FW               | 23 | Rosella Ayane        |     | 74' |
| MF               | 10 | Najat Badri          |     | 80' |
| FW               | 20 | Sofia Bouftini       |     | 80' |
| Huấn luyện viên: |    |                      |     |     |
| Reynald Pedros   |    |                      |     |     |

| Cầu thủ xuất sắc của trận đấu: Ibtissam Jraïdi (Maroc) Trợ lý trọng tài: Neuza Back (Brasil) Leila Moreira da Cruz (Brasil) Trọng tài thứ tư: Marianela Araya (Costa Rica) Trọng tài video: Daiane Muniz dos Santos (Brasil) Trợ lý trọng tài video: Alejandro Hernández Hernández (Tây Ban Nha) Trợ lý trọng tài video (việt vị): Mariana de Almeida (Argentina) |

### Đức vs Colombia
| Đức              | 1–2      | Colombia                      |
| ---------------- | -------- | ----------------------------- |
| Popp 89' (ph.đ.) | Chi tiết | - Caicedo 52' - Vanegas 90+7' |

| Đức | Colombia |

| GK                       | 1  | Merle Frohms       |     |     |
| RB                       | 9  | Svenja Huth        |     |     |
| CB                       | 3  | Kathrin Hendrich   |     |     |
| CB                       | 23 | Sara Doorsoun      |     | 46' |
| LB                       | 2  | Chantal Hagel      |     |     |
| CM                       | 13 | Sara Däbritz       |     |     |
| CM                       | 6  | Lena Oberdorf      | 57' |     |
| RW                       | 22 | Jule Brand         |     |     |
| AM                       | 20 | Lina Magull        |     | 67' |
| LW                       | 19 | Klara Bühl         |     | 76' |
| CF                       | 11 | Alexandra Popp (c) |     |     |
| Thay người:              |    |                    |     |     |
| DF                       | 15 | Sjoeke Nüsken      |     | 46' |
| FW                       | 7  | Lea Schüller       |     | 67' |
| FW                       | 16 | Nicole Anyomi      |     | 76' |
| Huấn luyện viên:         |    |                    |     |     |
| Martina Voss-Tecklenburg |    |                    |     |     |

| GK               | 1  | Catalina Pérez      | 88' |        |
| RB               | 17 | Carolina Arias      |     |        |
| CB               | 19 | Jorelyn Carabalí    |     | 90+14' |
| CB               | 3  | Daniela Arias       |     |        |
| LB               | 2  | Manuela Vanegas     |     |        |
| DM               | 5  | Lorena Bedoya       | 62' |        |
| CM               | 16 | Lady Andrade        |     | 54'    |
| CM               | 6  | Daniela Montoya (c) |     | 67'    |
| RF               | 18 | Linda Caicedo       |     | 90+6'  |
| CF               | 11 | Catalina Usme       |     |        |
| LF               | 9  | Mayra Ramírez       |     |        |
| Thay người:      |    |                     |     |        |
| MF               | 10 | Leicy Santos        |     | 54'    |
| MF               | 4  | Diana Ospina        | 80' | 67'    |
| MF               | 8  | Marcela Restrepo    |     | 90+6'  |
| DF               | 20 | Mónica Ramos        |     | 90+14' |
| Huấn luyện viên: |    |                     |     |        |
| Angelo Marsiglia |    |                     |     |        |

| Cầu thủ xuất sắc của trận đấu: Linda Caicedo (Colombia) Trợ lý trọng tài: Shirley Perello (Honduras) Sandra Ramirez (México) Trọng tài thứ tư: Yoshimi Yamashita (Nhật Bản) Trọng tài video: Armando Villarreal (Hoa Kỳ) Trợ lý trọng tài video: Carol Anne Chenard (Canada) Trợ lý trọng tài video (việt vị): Guadalupe Porras Ayuso (Tây Ban Nha) |

### Hàn Quốc vs Đức
| Hàn Quốc       | 1–1      | Đức      |
| -------------- | -------- | -------- |
| Cho So-hyun 6' | Chi tiết | Popp 42' |

| Hàn Quốc | Đức |

| GK               | 18 | Kim Jung-mi    |  |        |
| CB               | 20 | Kim Hye-ri (c) |  |        |
| CB               | 17 | Lee Young-ju   |  |        |
| CB               | 4  | Shim Seo-yeon  |  |        |
| RM               | 2  | Choo Hyo-joo   |  |        |
| CM               | 15 | Chun Ga-ram    |  | 63'    |
| CM               | 10 | Ji So-yun      |  |        |
| CM               | 8  | Cho So-hyun    |  | 90+10' |
| LM               | 16 | Jang Sel-gi    |  |        |
| CF               | 11 | Choe Yu-ri     |  |        |
| CF               | 19 | Casey Phair    |  | 86'    |
| Thay người:      |    |                |  |        |
| FW               | 13 | Park Eun-sun   |  | 63'    |
| FW               | 12 | Moon Mi-ra     |  | 86'    |
| FW               | 23 | Kang Chae-rim  |  | 90+10' |
| Huấn luyện viên: |    |                |  |        |
| Colin Bell       |    |                |  |        |

| GK                       | 1  | Merle Frohms       |       |     |
| RB                       | 9  | Svenja Huth        |       |     |
| CB                       | 3  | Kathrin Hendrich   |       |     |
| CB                       | 5  | Marina Hegering    | 90+6' |     |
| LB                       | 2  | Chantal Hagel      |       |     |
| CM                       | 13 | Sara Däbritz       |       | 64' |
| CM                       | 6  | Lena Oberdorf      |       |     |
| RW                       | 22 | Jule Brand         |       | 84' |
| AM                       | 11 | Alexandra Popp (c) |       |     |
| LW                       | 19 | Klara Bühl         |       | 64' |
| CF                       | 7  | Lea Schüller       |       |     |
| Thay người:              |    |                    |       |     |
| MF                       | 14 | Lena Lattwein      |       | 64' |
| MF                       | 8  | Sydney Lohmann     |       | 64' |
| FW                       | 16 | Nicole Anyomi      |       | 84' |
| Huấn luyện viên:         |    |                    |       |     |
| Martina Voss-Tecklenburg |    |                    |       |     |

| Cầu thủ xuất sắc của trận đấu: Alexandra Popp (Đức) Trợ lý trọng tài: Sarah Jones (New Zealand) Maria Salamasina (Samoa) Trọng tài thứ tư: Marta Huerta de Aza (Tây Ban Nha) Trọng tài video: Pol van Boekel (Hà Lan) Trợ lý trọng tài video: Muhammad Taqi (Singapore) Trợ lý trọng tài video (việt vị): Chantal Boudreau (Canada) |

### Maroc vs Colombia
| Maroc         | 1–0      | Colombia |
| ------------- | -------- | -------- |
| Lahmari 45+4' | Chi tiết |          |

| Maroc | Colombia |

| GK               | 1  | Khadija Er-Rmichi    |        |     |
| RB               | 17 | Hanane Aït El Haj    |        |     |
| CB               | 3  | Nouhaila Benzina     |        |     |
| CB               | 5  | Nesryne El Chad      |        |     |
| LB               | 2  | Zineb Redouani       |        |     |
| RM               | 19 | Sakina Ouzraoui Diki |        |     |
| CM               | 6  | Élodie Nakkach       |        |     |
| CM               | 7  | Ghizlane Chebbak (c) | 90+11' |     |
| LM               | 11 | Fatima Tagnaout      |        |     |
| CF               | 9  | Ibtissam Jraïdi      |        | 86' |
| CF               | 16 | Anissa Lahmari       |        | 71' |
| Thay người:      |    |                      |        |     |
| MF               | 8  | Salma Amani          |        | 71' |
| FW               | 23 | Rosella Ayane        |        | 86' |
| Huấn luyện viên: |    |                      |        |     |
| Reynald Pedros   |    |                      |        |     |

| GK               | 1  | Catalina Pérez      |     |       |
| RB               | 17 | Carolina Arias      |     | 90+1' |
| CB               | 19 | Jorelyn Carabalí    |     |       |
| CB               | 3  | Daniela Arias       |     |       |
| LB               | 2  | Manuela Vanegas     | 51' |       |
| CM               | 5  | Lorena Bedoya       |     | 86'   |
| CM               | 6  | Daniela Montoya (c) |     | 59'   |
| RW               | 18 | Linda Caicedo       |     |       |
| AM               | 10 | Leicy Santos        |     |       |
| LW               | 9  | Mayra Ramírez       |     |       |
| CF               | 11 | Catalina Usme       |     |       |
| Thay người:      |    |                     |     |       |
| MF               | 4  | Diana Ospina        |     | 59'   |
| FW               | 21 | Ivonne Chacón       |     | 86'   |
| MF               | 8  | Marcela Restrepo    |     | 90+1' |
| Huấn luyện viên: |    |                     |     |       |
| Nelson Abadía    |    |                     |     |       |

| Cầu thủ xuất sắc của trận đấu: Anissa Lahmari (Maroc) Trợ lý trọng tài: Francesca Di Monte (Ý) Mihaela Tepusa (România) Trọng tài thứ tư: Akhona Makalima (Nam Phi) Trọng tài video: Carol Anne Chenard (Canada) Trợ lý trọng tài video: Drew Fischer (Canada) Trợ lý trọng tài video (việt vị): Sian Massey-Ellis (Anh) |

## Kỷ luật của bảng đấu
Điểm kỷ luật sẽ được sử dụng như một tiêu chí xếp hạng nếu thành tích chung cuộc và thành tích đối đầu của các đội bằng nhau. Điểm này được tính dựa trên số thẻ vàng và thẻ đỏ nhận được trong tất cả các trận đấu vòng bảng như sau:
- thẻ vàng thứ nhất: trừ 1 điểm;
- thẻ đỏ gián tiếp (thẻ vàng thứ hai): trừ 3 điểm;
- thẻ đỏ trực tiếp: trừ 4 điểm;
- thẻ vàng và thẻ đỏ trực tiếp: trừ 5 điểm;

Chỉ một trong số các khoản trừ trên được áp dụng cho một cầu thủ trong một trận đấu duy nhất.
| Đội      | Trận 1   | Trận 1                                    | Trận 1 | Trận 1            | Trận 2   | Trận 2                                    | Trận 2 | Trận 2            | Trận 3   | Trận 3                                    | Trận 3 | Trận 3            | Điểm |
| Đội      | Thẻ vàng | Thẻ vàng · Thẻ vàng-đỏ (thẻ đỏ gián tiếp) | Thẻ đỏ | Thẻ vàng · Thẻ đỏ | Thẻ vàng | Thẻ vàng · Thẻ vàng-đỏ (thẻ đỏ gián tiếp) | Thẻ đỏ | Thẻ vàng · Thẻ đỏ | Thẻ vàng | Thẻ vàng · Thẻ vàng-đỏ (thẻ đỏ gián tiếp) | Thẻ đỏ | Thẻ vàng · Thẻ đỏ | Điểm |
| -------- | -------- | ----------------------------------------- | ------ | ----------------- | -------- | ----------------------------------------- | ------ | ----------------- | -------- | ----------------------------------------- | ------ | ----------------- | ---- |
| Maroc    |          |                                           |        |                   | 1        |                                           |        |                   | 1        |                                           |        |                   | –2   |
| Hàn Quốc | 2        |                                           |        |                   |          |                                           |        |                   |          |                                           |        |                   | –2   |
| Đức      | 1        |                                           |        |                   | 1        |                                           |        |                   | 1        |                                           |        |                   | –3   |
| Colombia | 2        |                                           |        |                   | 3        |                                           |        |                   | 1        |                                           |        |                   | –6   |